# John H. Vandenberg

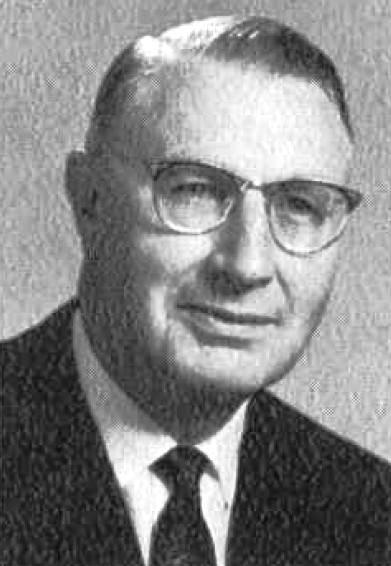
John H. Vandenberg

John Henry Vandenberg (* 18. Dezember 1904 in Ogden, Utah; † 3. Juni 1992) war der neunte Presiding Bishop der Kirche Jesu Christi der Heiligen der Letzten Tage.

## Leben
Vandenberg wurde 1904 in Ogden, Utah als fünftes Kind einer Familie niederländischer Immigranten geboren. Er besuchte die Weber Academy und machte dort 1923 seinen Abschluss. 1925 ging er als Missionar in die Niederlande. Dort lernte er seine spätere Ehefrau, eine niederländische Konvertitin, kennen. Zurück in Utah heirateten die beiden am 10. Juni 1930 im Salt-Lake-Tempel. Aus der Ehe gingen zwei Töchter hervor. Vandenberg arbeitete nun in Salt Lake City für ein Unternehmen, das mit Schafen und deren Wolle handel trieb. Später wurde er für selbiges Unternehmen in Denver, Colorado tätig.
1961 wurde er zum neunten Presiding Bishop der Kirche Jesu Christi der Heiligen der Letzten Tage berufen. Als solcher war er unter anderem Mitglied verschiedener kirchlicher Komitees. 1972 erfolgte seine Berufung zum Assistenten des Kollegiums der Zwölf Apostel. Neuer Presiding Bishop wurde Victor L. Brown, bisheriger 2. Ratgeber des Presiding Bishop. Als das Amt des Assistenten des Kollegiums der Zwölf Apostel 1976 abgeschafft wurde, wurde Vandenberg Mitglied des Ersten Kollegiums der Siebzig. 1978 wurde er emeritiert.